# Iwajło Syjkow
Iwajło Syjkow (bułg. Ивайло Съйков; ur. 29 sierpnia 1989) – bułgarski zapaśnik walczący w stylu klasycznym. Zajął trzynaste miejsce w Pucharze Świata w 2011. Wicemistrz Europy juniorów w 2009 roku.